# Blue Mash
Blue Mash（ブルーマッシュ）は日本のインディー・ロックバンド。大阪府寝屋川市出身。

## メンバー
- 優斗（ギター・ボーカル）
  - 中学高校時代はほとんど友人がおらず、ウォークマンでラジオを聴いていた。
  - 中学時代、文化祭での合唱コンクールではクラスの文化委員を務め、自身のクラスを最優秀賞へと導いた。
  - ［Alexandros］の「アレキサンドLOCKS!」を聴いて閃光ライオットに出会い、Shout it Outを好きになりバンドを始めた。
  - 寝屋川高校出身、関西大学卒業
- げんげん（ギター）2021年加入
- 荒川ソラ（ベース）2022年加入
- マサヒロ（ドラムス）
  - 優斗と19歳の時出会う、前任のスギヤマリョーマ脱退後よりサポートメンバーとして参加。2025年1月正式加入。

## 略歴
- 2018年冬
  - 結成。結成当時メンバーで現在もメンバーであるのは優斗のみ。
- 2019年
  - 4月3日 1st demo「15歳」を発売。
  - 5月 元メンバーBa.あかほと現メンバーDr.スギヤマリョーマが加入。
  - 8月18日 2nd demo「青春の日々」を発売。
- 2020年
  - 3月30日・4月3日に初の自主企画「青春のすべて」開催。同企画を以て受験の為活動休止。
  - 12月、3人体制から4人体制になり活動再開。
- 2021年
  - 3月6日、現メンバーGt.げんげんが加入。11日 3rd demo「さよならの前に」を発売。
  - 8月7日 1st e.p.「この街から e.p.」を発売、「この街から不器用に唄うツアー」開催。
  - 8月15日 Ba.あかほが脱退。ツアー初日以降のライブはサポートベースとしてきぬがわらむを迎え活動。
  - 12月4日、「青春のすべて e.p.」を発売、完売後サブスクを解禁。
- 2022年
  - 3月10日・11日にホーム寝屋川VINTAGEとの共催で「この街を出て-本拠地編-」を2daysで開催し両日とも完売。この日をもってきぬがわらむのサポート期間が満了。
  - 3月19日のライブより新しく荒川ソラをサポートベースとして迎える。
  - 7月3日 Ba.荒川ソラが正式に加入。
  - 10月5日 2nd e.p.「学生街より e.p.」を発売。
- 2023年
  - 「閃光ライオット2023」にてファイナリストに選出される。
- 2024年
  - 5月、JAPAN JAM出演。
  - 6月、スギヤマリョーマが脱退。
- 2025年
  - 1月、サポートメンバーとして活動していたマサヒロが正式加入。
  - 3月、BIG CATでのワンマンライブ「この街を出て-革命編-」を実施。

## ディスコグラフィ

### 配信限定シングル
|     | 発売日        | 楽曲           |
| --- | ------------- | -------------- |
| 1st | 2024年3月27日 | マーガレット   |
| 2nd | 2024年10月2日 | セブンティーン |
| 3rd | 2025年1月16日 | 彼氏3          |

## タイアップ一覧
| 使用年 | 曲名   | タイアップ                                            |
| ------ | ------ | ----------------------------------------------------- |
| 2021年 | 海岸線 | カンテレ『千原ジュニアの座王』7月度エンディングテーマ |